# Ferdinando Caronesi
Ferdinando Caronesi (Maccagno Superiore, 11 ottobre 1794 – Torino, 24 ottobre 1842) è stato un architetto italiano.

## Biografia
Dotato allievo di Carlo Amati all'Accademia di Brera, i suoi lavori di studio furono esposti e premiati più volte:  nel 1821 espose una trabeazione ad acquerello nel settore Oggetti di belle arti; nella stessa sezione, nel 1822, espose un disegno di “Tempio ottastilo perittero ridotto a chiesa cattolica”; nel 1823 un tempio dorico e due capitelli ionici in prospettiva (premiati con menzione onorevole), nel 1824 espose “La Porta Nuova di Milano” (premiato). Accettato nel 1823 per l'invenzione architettonica nel concorso di seconda classe, vinse nel 1826 il primo premio per i Grandi Concorsi di Architettura con un elaborato sul tema “Un Liceo capace per l'istruzione di 400 individui da erigersi in una città capitale”. Avviatosi alla professione, nel 1828 si trasferì a Torino per dirigere un cantiere e contemporaneamente vi aprì uno studio di architettura. Divenuto ben presto l'architetto preferito di un settore importante dell'aristocrazia e dell'alta borghesia, oltre che dell'arcivescovo di Vercelli Alessandro d'Angennes, operò intensamente per due decenni con incarichi a vasto raggio, fra Torinese, Novarese e Verbano, continuamente coinvolto nelle avventure edilizie dei suoi qualificati committenti, ma impegnato anche in cantieri minori nei suoi luoghi d'origine. All'incirca dal 1836 ebbe come collaboratore di studio l'architetto Alberto Tappi, allievo di Ferdinando Bonsignore e Giuseppe Maria Talucchi all'Università di Torino, il quale, poco dopo la morte improvvisa e prematura del maestro, chiuse lo studio torinese e portò con sé parte del suo archivio, oggi conservato presso la Biblioteca Civica di Carignano (Torino). Ferdinando Caronesi sposò Teresa Pollini. Secondo il Calendario generale del 1838 fu anche architetto della Compagnia Anonima di Assicurazione a premio fisso contro i danni degli incendi.

## Opere
- Cannobio, vecchia casa canonicale, demolizione, 1826.
- Cavatore, progetto della parrocchiale (non realizzato), 1828.
- Cannobio, chiesa parrocchiale di S. Vittore, altar maggiore e facciata, 1830-1842.
- Torino, casa per il veterinario Carlo Lessona in via Mazzini, 1833.
- Castelnuovo Don Bosco, facciata della parrocchiale, 1833 e segg.
- Torino, facciata della Chiesa di San Carlo, 1834 (concorso) 1836 e segg. (realizzazione).
- Torino, Colonna votiva della Madonna Consolata, presso il santuario omonimo, 1835-1836.
- Carignano, altare della città nella chiesa della Misericordia, 1835.
- Torino, progetto del palazzo per il conte Galli della Loggia in via della Rocca, 1835.
- Torino, fabbricato per Giuseppe Vagnone in via Arcivescovado, 1835.
- Guarene, ampliamento della chiesa parrocchiale, 1835
- Torino, progetto per casa Capello in contrada dei tintori, 1836.
- Torino, palazzo per Alessandro d'Angennes, 1836.
- Torino, palazzo per il conte Carlo Valperga di Masino, 1837.
- Torino, progetti per il palazzo di Maria Anna di Savoia imperatrice d'Austria (palazzo Trucchi di Levaldigi), 1838.
- Bedero Valtravaglia, progetto del nuovo campanile dell'oratorio di S. Rocco, 1838.
- Brezzo di Bedero Valtravaglia, decorazione interna della parrocchiale, 1838.
- Torino, casa Mannati-Tallacchini-Costa a Porta Nuova, edificazione e lavori all'interno (facciate su progetto di Giuseppe Frizzi), 1838.
- Torino, casa Mestrallet in via Alfieri, 1839.
- Torino, palazzina per l'avvocato Baricalla in via della Rocca (poi modificata dall'architetto Carlo Sada), 1839.
- Torino, palazzina per il conte Galli della Loggia, via della Rocca-via dei Mille, 1839.
- Chambéry, ala del mercato, 1839-1842.
- Veddo (Maccagno Superiore), casa Caronesi, ampliamento, 1839.
- Masino, progetto per la cappella della B.V. dei Sette Dolori, 1839.
- Maccagno Superiore, chiesa di S. Materno, altare di S. Nicola da Tolentino, 1839 (completato nel 1844)
- Alessandria, progetto per il carcere (non finito in tempo per la partecipazione al concorso), 1839.
- Moretta, santuario della Beata Vergine del Pilone, altari di S. Anna e S. Francesco di Sales, 1840.
- Bedero Valtravaglia, modifiche alla casa del coadiutore, 1840.
- Orta, villa del marchese Giuseppe Natta d’Alfiano, 1840 c.
- Vercelli, ampliamento del Seminario vescovile, 1841 (realizzato da Giuseppe Leoni dopo la morte di Caronesi)
- Torino, palazzo del conte Seyssel d’Aix, 1841.
- Torino, casa Maffei, via San Francesco da Paola angolo via Mazzini, 1841.
- Torino, nuovi fabbricati per il conte Galli in via della Rocca, 1841
- Orta Isola di San Giulio, Seminario sull'isola, 1842 e segg.
- Pallanza, progetto per l'ampliamento della Collegiata (non realizzato), 1842.
- Villarbasse, villa per il vescovo Alessandro d’Angennes (senza data)
- Cannobio ampliamento casa per Pietro Carmine (senza data).
- Cannobio casa Destefani (senza data).
- Cannobio casa di Giuseppe Zoppo vescovo di Massa Carrara (senza data).
- Località sconosciuta, progetto di villa per Pietro Mannati (senza data).

## Scritti
- Opere relative alla facciata da eseguirsi alla real chiesa parrocchiale di S. Carlo in Torino, Torino 1835.